# Nilufar Usmonova
Nilufar Ibrohimovna Usmonova (Oezbeeks: Нилюфар Усмонова) (Tasjkent, 6 april 1987) is een Oezbeekse zangeres, actrice  en muzikante.

## Biografie
Usmonova is de dochter van Yulduz Usmonova, die tevens zangeres en actrice is, en van Ibrahima Tsjakimova, eveneens een muzikant.
Op achtjarige leeftijd begon Usmonova met muziek maken. Op tienjarige leeftijd werd ze naar Groot-Brittannië gestuurd, waar ze op de Vinehall School zat. Hier zat ze op van 1996 tot 1999. Vervolgens volgde ze les aan het Sherborne International College van 1999 tot 2000.
In de periode van 2004 tot 2006 studeerde ze aan de Tashkent Ulugbek International School. In 2013 studeerde ze af als jurist aan de Tashkent State University.
In 2013 werd Usmonova uitgekozen om haar vaderland Oezbekistan te vertegenwoordigen op het Türkvizyonsongfestival. Op het festival zong ze het Oezbeekse lied Unutgin. De halve finale werd overleefd en in de finale eindigde Usmonova op een elfde plaats, op twaalf deelnemers.

## Discografie

### Albums
- Taslim boldim (2007)
- Bahtingni kutgin (2010)
- Qadrimga yet (2013)
- Dunyo (2015)[3]

## Filmografie
2013: Nilufar Usmonova · 
2014: Aziza Nizamova · 
2015: KaaPlya & Hurdona ·